# Vallrubodarna
Vallrubodarna este o arie protejată (arie specială de conservare — SAC, sit de importanță comunitară — SCI) din Suedia întinsă pe o suprafață de 24,1 ha, integral pe uscat.

## Localizare
Centrul sitului Vallrubodarna este situat la coordonatele 63°42′27″N 14°10′33″E / 63.7076°N 14.1758°E.

## Înființare
Situl Vallrubodarna a fost declarat sit de importanță comunitară în mai 2006 pentru a proteja un număr necunoscut de specii din flora spontană și fauna sălbatică aflate în arealul zonei. Situl a fost protejat și ca arie specială de conservare în ianuarie 2014.

## Biodiversitate
Situată în ecoregiunea boreală, aria protejată conține 2 habitate naturale: Fânețe montane, Pășuni din zone de pădure fino-scandinave.
La baza desemnării sitului se află un număr nedeclarat de specii protejate.